# Logania watsoni
Logania watsoni är en fjärilsart som beskrevs av De Nicéville 1898. Logania watsoni ingår i släktet Logania och familjen juvelvingar. Inga underarter finns listade i Catalogue of Life.